# Беллентайн, Джон Уильям
Джон Уильям Беллентайн (4 июня 1861 – 23 января 1923) был шотландским врачом и акушером. Он сыграл ключевую роль в развитии женского медицинского образования, став пионером в этой области. В конце XIX – начале XX века Беллентайн добился значительных успехов в акушерстве. Его влияние на науку продолжает ощущаться и сегодня. Именно он заложил основы науки дородовой патологии.

## Биография
Он родился в Эскбанке около Далкита, сын Джона Беллентайна, питомника и семеновода, и его жены Хелен Прингл Мерсер.
Он получил образование в колледже Джорджа Уотсона в Эдинбурге, а затем с 1880 по 1889 год изучал медицину в Эдинбургском университете, работая в последние годы ассистентом акушерки. В 1883 году он получил степени бакалавра и лиценциата медицины. В 1889 году он завершил свою докторскую диссертацию, посвященную анатомии новорожденных.
В 1889 году он женился на Эмили Розе Мэтью.
В 1890 году он получил важную должность преподавателя акушерства и гинекологии в Эдинбургском медицинском колледже для женщин. Он занимал эту должность до 1916 года. Кроме того, он преподавал в Эдинбургской школе медицины для женщин, пока она не закрылась в 1898 году. С 1894 по 1900 год он читал лекции в Эдинбургском университете, посвященные дородовой патологии и тератологии.
В 1892 году он был избран членом Королевского общества Эдинбурга. Его кандидатуру предложили сэр Уильям Тернер, сэр Александр Рассел Симпсон, Джонсон Симмингтон и Питер Макбрайд.

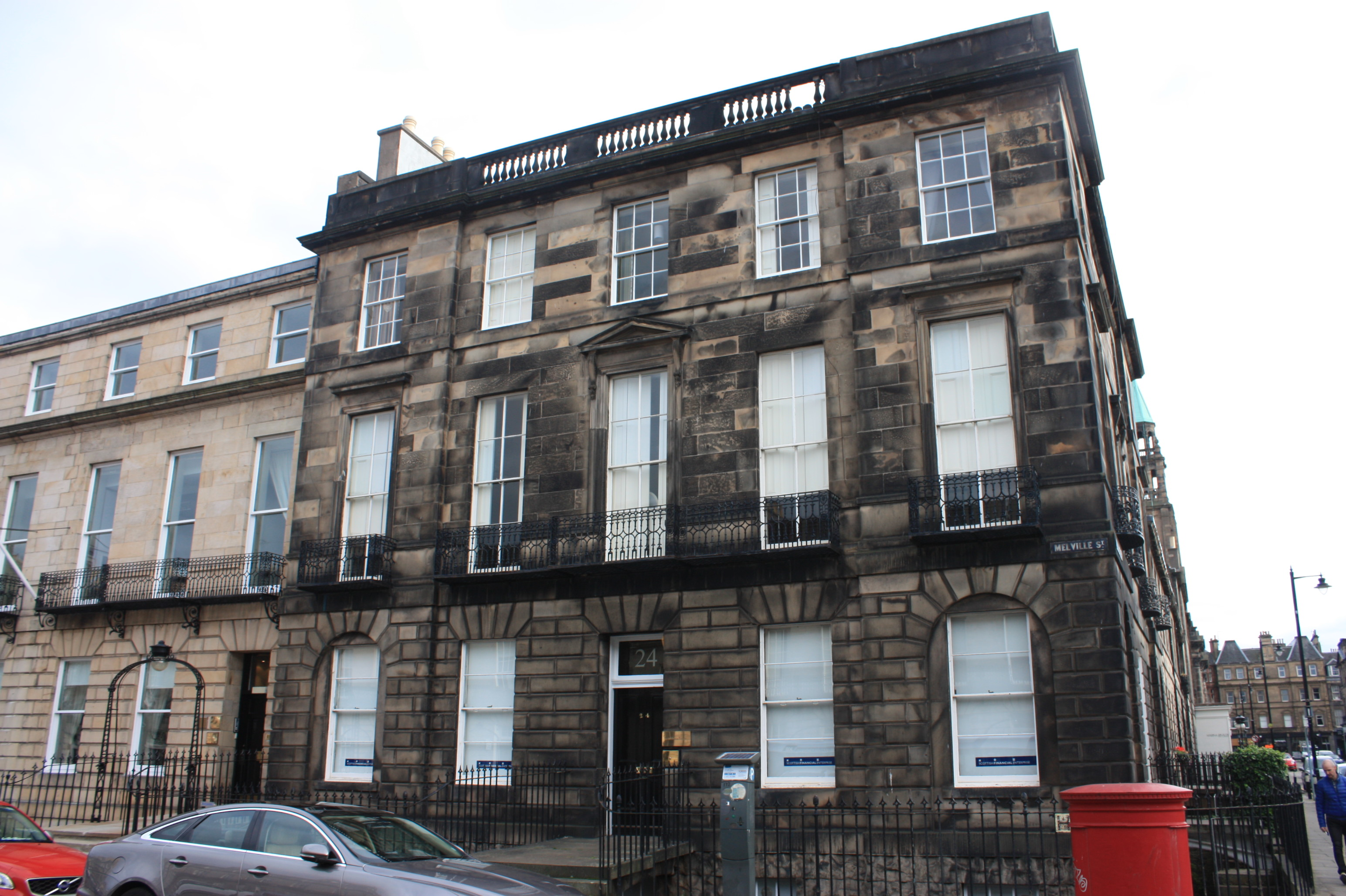
Дом Беллентайна на Мелвилл-стрит, 24, Эдинбург

В 1904 году он стал главным врачом в Королевской больнице Эдинбурга. В почтовом справочнике Эдинбурга за 1908-1909 годы он указан как проживающий по адресу Мелвилл-стрит, 24, в западной части города.
Он скончался 23 января 1923 года в Эдинбурге после удаления гангренозного аппендикса. В своем некрологе, опубликованном в British Medical Journal, было посвящено четыре страницы его заслугам в области медицины. Был похоронен рядом со своей женой Эмили Розой Мэтью, которая умерла в 1914 году, на кладбище Дин, также расположенном на западе Эдинбурга. Могила находится к северу от памятника Бьюкенену, в юго-западной части кладбища.

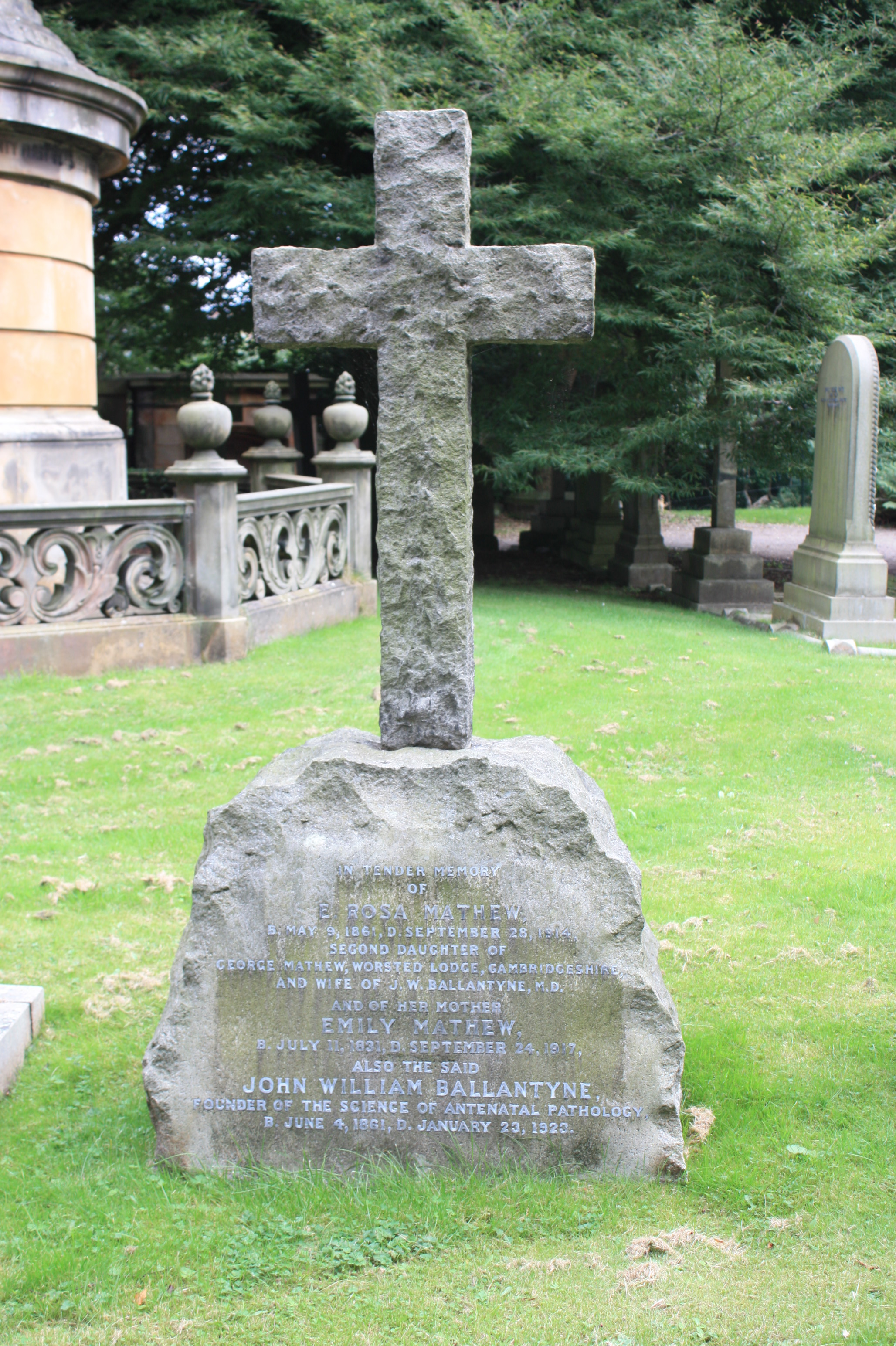
Могила Джона Уильяма Баллантайна, кладбище Дин

## Работы
- Болезни и уродства плода. В двух томах. (1892 и 1895 годы).
- Тератогенез (1897)
- Руководство по пренатальной патологии и гигиене (1902-1905).

## Внешние ссылки
- Работы Джона Уильяма Беллентайна в Internet Archive
- Джон Уильям Беллентайн на Whonamedit?
- Данн, ПМ (1993). «Доктор Джон Баллантайн (1861-1923): выдающийся перинатолог Эдинбурга». Arch. Dis. Child. 68 (1 Spec No): 66–7. doi:10.1136/adc.68.1_spec_no.66. PMC 1029174. PMID 8439205.

1. 1 2 3 4  Swartz A. John William Ballantyne // Open Library (англ.) — 2007.